# Flugplatz Évora

i7
i11
i13
Der Flugplatz Évora (portugiesisch Aeródromo de Évora, ICAO-Code: LPEV)  ist ein portugiesischer Flugplatz. Der Platz liegt rund 5 Kilometer südlich der Stadt Évora und wird ausschließlich von Sport- und Privatflugzeugen genutzt.
Auf dem Flugplatzgelände, das in den frühen 1970er Jahren auf einem Grundstück von 40 Hektar eingerichtet wurde, befinden sich die Vereine des Aeroclube de Évora, Aeroclube Universitário de Lisboa und die Flugschule CAE Global Academy Évora.
Für den Schulbetrieb der CAE Global Academy wurde 2009 ein Precision Approach Path Indicator zertifiziert und am 27. März 2009 in Betrieb genommen. Im zweijährlichen Turnus wird auf dem Flugplatz die „Portugal Airshow“ veranstaltet, eines der größten Luftfahrtereignisse auf der Iberischen Halbinsel.